# Mesochorus insignatus
Mesochorus insignatus är en stekelart som beskrevs av Dasch 1974. Mesochorus insignatus ingår i släktet Mesochorus och familjen brokparasitsteklar. Inga underarter finns listade i Catalogue of Life.